# Marina Sumić
Marina Sumić (Spalato, 18 agosto 1991) è una taekwondoka croata.

## Palmarès
- Mondiali

Gyeongju 2011: argento nei 62 kg.
- Europei

Manchester 2012: argento nei 62 kg;
Baku 2014: argento nei 62 kg.